# Condado de Calhoun (Florida)
El Condado de Calhoun es un condado ubicado en el estado de Florida.  En 2000, su población era de 13 017 habitantes.  Su sede está en Blountstown.

## Historia
El Condado de Calhoun fue creado en 1838. Su nombre es el de John C. Calhoun, miembro del Senado de los Estados Unidos de América por Carolina del Sur.

## Demografía
Según el censo de 2000, el condado cuenta con  13 017 habitantes, 4468 hogares y 3132 familias residentes.  La densidad de población es de 9 hab/km² (23 hab/mi²).  Hay 5250 unidades habitacionales con una densidad promedio de 4 u.a./km² (9 u.a./mi²).  La composición racial de la población del condado es 79,87% Blanca, 15,79% Afroamericana o Negra, 1,26% Nativa americana, 0,53% Asiática, 0,05% De las islas del Pacífico, 1,04% de Otros orígenes y 1,45% de dos o más razas.  El 3,78% de la población es de origen Hispano o Latino cualquiera sea su raza de origen.
De los 4468 hogares, en el 32,50% de ellos viven menores de edad, 52,30% están formados por  parejas casadas que viven juntas, 13,50% son llevados por una mujer sin esposo presente y 29,90% no son familias. El 26,50% de todos los hogares están formados por una sola persona y 12,40% de ellos incluyen a una persona de más de 65 años.  El promedio de habitantes por hogar es de 2,53 y el tamaño promedio de las familias es de 3,02 personas.
El 23,20% de la población del condado tiene menos de 18 años, el 9,00% tiene entre 18 y 24 años, el 31,50% tiene entre 25 y 44 años, el 22,30% tiene entre 45 y 64 años  y el 14,00% tiene más de 65 años de edad. La mediana de la edad es de 36 años.  Por cada 100 mujeres hay 117,20 hombres y por cada 100 mujeres de más de 18 años hay 120,80 hombres.
La renta media de un hogar del condado es de $26 575, y la renta media de una familia es de $32 848. Los hombres ganan en promedio $26 681 contra $21 176 para las mujeres. La renta per cápita en el condado es de $12 379.  20,00% de la población y 14,80% de las familias tienen entradas por debajo del nivel de pobreza. De la población total bajo el nivel de pobreza, el 23,60% son menores de 18 y el 20,40% son mayores de 65 años.

## Municipalidades
- Altha
- Blountstown

## No incorporadas
- Abe Springs
- Broad Branch
- Chason
- Chipola
- Cox
- Eufala
- Fisher Corner
- Frink
- Gaskins
- Henderson Mill
- Iolee
- Kinard
- Leonards
- Marysville
- McNeal
- New Hope
- Ocheesee Landing
- Ocheeseulga
- Pine Island
- Rollins Corner
- Scotts Ferry
- Sellman
- Willis

### Administración local
- Junta de comisionados del Condado de Calhoun
- Supervisión de elecciones del Condado de Calhoun
- Registro de propiedad del Condado de Calhoun
- Oficina del alguacil del Condado de Calhoun
- Oficina de impuestos del Condado de Calhoun

### Turismo
- Cámara de comercio del Condado de Calhoun

- Datos: Q174913
- Multimedia: Calhoun County, Florida / Q174913